# Kapuszög
Kapuszög (korábban Vorocsó, ukránul: Ворочово [Vorocsovo]) falu Ukrajnában, Kárpátalján, az Ungvári járásban.

## Fekvése
Perecseny dél-délnyugati szomszédjában fekvő település.

## Története
A 18. század végén Vályi András így ír róla: „VOROCSÓ. Orosz falu Ung vár Várm. földes Ura a’ Királyi Kamara, lakosai többen ó hitüek, határja közép termékenységű, réttye, legelője meglehetős.”
Fényes Elek 1851-ben kiadott geográfiai szótárában így ír a faluról: „Vorocsó, Ungh vm. orosz falu, Unghvárhoz 2 3/4 mfldnyire: 443 gör. kath., 13 zsidó lak. Gör. kath. paroch. templom. F. u. a kamara. Utol. post. Ungvár.”
A trianoni béke előtt Ung vármegye Perecsenyi járásához tartozott. Az első világháborút követően a községet a mesterségesen létrehozott Csehszlovákiához csatolták, majd 1938-tól ismét Magyarországhoz tartozott 1944 őszéig, amikor a szovjet csapatok megszállták.
Ennek következtében 1945-ben az Ukrán Szovjet Szocialista Köztársaság, s ezzel együtt a Szovjetunió részévé vált. 1991 óta a független Ukrajna része.

## Népessége
1910-ben 832 lakosából 15 fő magyar, 25 német, 778 ruszin volt. A népességből 26 római katolikus, 778 görögkatolikus, 23 izraelita volt.
| 2001 | 804 |

A népesség anyanyelv szerinti megoszlása a teljes népesség %-ában (2001)

## Közlekedés
A települést érinti a Csap–Ungvár–Szambir–Lviv-vasútvonal.